# Lock On
Lock On: Modern Air Combat est un simulateur de vol de combat moderne développé par le studio russe Eagle Dynamics associé à The Fighter Collection, et édité par Ubisoft en Europe et 1C Company en Russie,. Largement inspiré de son prédécesseur Flanker 2, le jeu propose de meilleurs graphismes, un théâtre d'opération plus étendu allant de la Crimée à la partie nord-ouest du Caucase, et 4 nouveaux appareils jouables : le F-15C, l'A-10A et le Su-25 dans la version initiale du jeu, ainsi que le Su-25T inclus dans l'addon non officiel Flaming Cliffs.

## Système de jeu
Lock On permet de livrer des combats à bord de 8 jets différents, tous mis en service entre les décennies 1970 et 1990. Le jeu couvre aussi bien la chasse BVR (combat missile au-delà de la portée visuelle) et le combat rapproché (dogfight), que l'attaque au sol. L'arsenal disponible inclut canons, bombes "lisses" ou guidées, roquettes, et missiles. Chaque appareil dispose d'un modèle de vol, d'une avionique et d'un armement qui lui sont propres.
L'utilisation de chacun d'eux permet de réaliser des vols simples ou complexes et d'une grande variété :
- entraînement au vol "pur" et à la navigation,
- entrainement au combat,
- missions opérationnelles (combat),
- vols de démonstration (voltige).

Le jeu inclut également des dizaines d'aéronefs différents contrôlés par l'IA et quantité d'unités au sol, allant du véhicule civil au char d'assaut, en passant par les moyens de défense anti-aériens.
Le joueur a la possibilité de faire varier la difficulté du jeu entre l'arcade et la simulation. Par ailleurs, l'avionique et les cockpits des appareils jouables sont quelque peu simplifiés par rapport à la réalité. Lock On est ainsi considéré comme un simulateur accessible.
L'éditeur de missions intégré au jeu permet au joueur de créer ses propres scénarios, aussi bien en solo qu'en multijoueur.

### Les avions pilotables

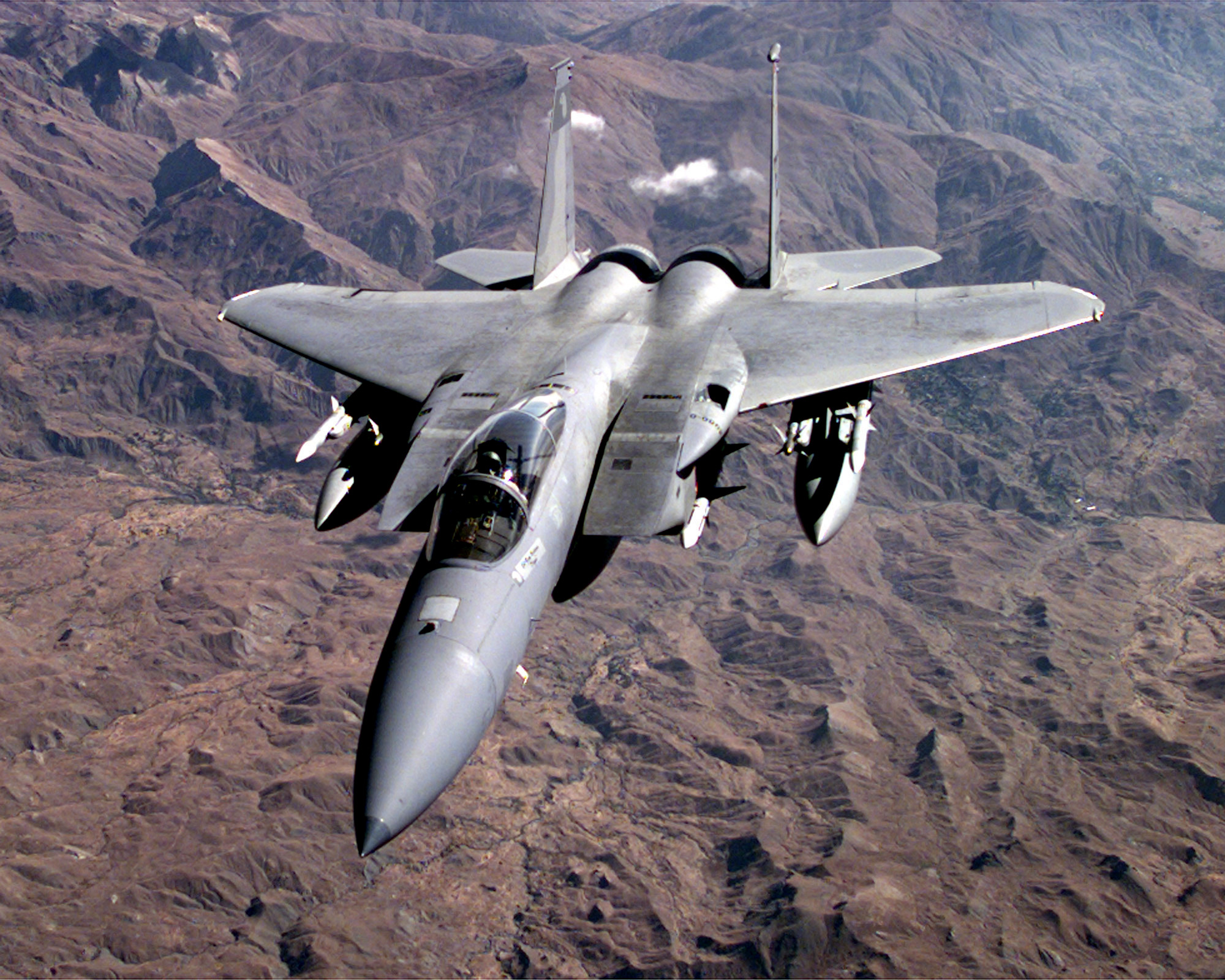
Le F-15C, un des 8 appareils pilotables dans le jeu.

Lock On est la première simulation d'Eagle Dynamics permettant de piloter des appareils OTAN, en l’occurrence deux appareils de conception américaine :
- A-10A Warthog : avion d'attaque au sol (USA),
- F-15C Eagle : chasseur de supériorité aérienne (USA).

Le jeu comporte par ailleurs 6 avions pilotables issus du bloc soviétique :
- Su-27 Flanker B : chasseur de supériorité aérienne (Russie).
- MiG-29 Fulcrum A/G : chasseur/intercepteur (Russie/Allemagne). La version allemande reproduit une avionique occidentalisée (unités impériales)
- MiG-29 Fulcrum C chasseur/intercepteur, version modernisée du précédent (Russie).
- Su-25 Frogfoot : avion d'attaque au sol (Russie).
- Su 25T Frogfoot : Avion d'attaque au sol (introduit par la version 1.1 du jeu, développé avec un modèle de vol très poussé et une modélisation des dégâts tout aussi travaillée).
- Su 33 Flanker D : version navalisée du su-27, avion d'attaque au sol embarqué (possibilité d'apponter et de décoller d'un porte-avions dans le jeu) (Russie).

### Théâtres d'opération

#### Lock On: Modern Air Combat
À la sortie du jeu, le théâtre d'opération comprend la Crimée et la partie nord-ouest du Caucase. Il inclut 21 bases aériennes actives :

Théâtre d'opération de Lock On: Modern Air Combat.

| Crimée                | Caucase                   |
| --------------------- | ------------------------- |
| 1. Razdolnoye         | 12. Anapa                 |
| 2. Dzhankoy           | 13. Krymsk                |
| 3. Krasnoyvardenskoye | 14. Novorossiysk          |
| 4. Oktyabrskoye       | 15. Gelendzhik            |
| 5. Saki               | 16. Krasnodar-Centre      |
| 6. Gvardeskoye        | 17. Krasnodar-Pashkovskiy |
| 7. Simferopol         | 18. Maykop                |
| 8. Belbek             | 19. Sochi-Adler           |
| 9. Khersones          | 20. Gudauta               |
| 10. Kirovskoye        | 21. Sukhumi               |
| 11. Kerch-Bagerovo    |                           |

#### Lock On: Flaming Cliffs 2
À la sortie de l'addon Flaming Cliffs 2, la Crimée est supprimée mais le terrain de jeu est étendu vers l'est et le sud :

Théâtre d'opération de Lock On: Flaming Cliffs 2.

| Bases inchangées          | Bases ajoutées      |
| ------------------------- | ------------------- |
| 12. Anapa                 | 22. Mineralnye Vody |
| 13. Krymsk                | 23. Nalchik         |
| 14. Novorossiysk          | 24. Senaki-Kolkhi   |
| 15. Gelendzhik            | 25. Kutaisi         |
| 16. Krasnodar-Centre      | 26. Kobuleti        |
| 17. Krasnodar-Pashkovskiy | 27. Batumi          |
| 18. Maykop                |                     |
| 19. Sochi-Adler           |                     |
| 20. Gudauta               |                     |
| 21. Sukhumi               |                     |

### Utilisation en réseau
Le jeu propose de voler tant en solo qu'en multijoueur. Les parties multijoueur se jouent en coopération (contre l'IA) ou contre d'autres joueurs. La stabilité du moteur réseau renforce l'intérêt du simulateur : il est possible de voler en patrouille serrée, ou encore de coordonner les actions des différents pilotes.
Comme il n'existe pas d'application spécifique permettant de faire héberger une partie multijoueur sur un serveur dédié, c'est généralement un des joueurs qui héberge la partie sur son PC de jeu. Il est également possible d'installer le jeu complet sur un serveur destiné à l'hébergement, ce qui permet la mise en place de serveurs dits permanents.

## Historique

### Lock On
En 2000, alors qu'Eagle Dynamics travaille à la mise au point d'un ultime patch au jeu Flanker 2, deux nouvelles têtes font leur apparition : Matt Wagner (Jane's F/A-18, 1999 - Electronic Arts) et Tim Goodlett (Gunship!, 1999 - MicroProse). Le studio planche sur une suite, d'abord baptisée Flanker: Attack!. Ce projet doit reprendre tout ce qui a fait le succès de la série, et inclure deux nouveaux appareils jouables : l'A-10A et le Su-25T.
En mars 2001, Mattel cède l'éditeur historique des jeux Eagle Dynamics, Strategic Simulations, au français Ubisoft.
Le jeu parait finalement le 21 novembre 2003 aux États-Unis, puis en Europe. Le Su-25 de première génération a remplacé le Su-25T initialement prévu.

### Lock On: Flaming Cliffs
Eagle Dynamics publie Flaming Cliffs en avril 2005. Il s'agit d'un addon payant dit non officiel car non supporté par l'éditeur Ubisoft. Il apporte un patch correctif, un certain nombre d'améliorations de la modélisation de l'avionique de combat des appareils russes, ainsi qu'un nouvel appareil jouable, le Su-25T. Le soin apporté à la modélisation de cet appareil le distingue qualitativement des appareils déjà inclus dans Lock On.
Malgré l'absence de support d'Ubisoft, Eagle Dynamics s'assure une distribution physique mondiale de Flaming Cliffs avec l'appui de plusieurs distributeurs en ligne de matériel destiné à la simulation,.
Lock On est par la suite réédité en version Gold. Cette version regroupe dans un même boitier les CD d'installation de Lock On (1.0) et Flaming Cliffs (1.1).
Fin 2008, le studio publie DCS: Black Shark. Initialement prévu comme un nouvel addon à Lock On, il s'agit finalement d'un nouveau jeu centré sur un seul appareil jouable : l'hélicoptère Kamov Ka-50. Eagle Dynamics assure néanmoins sa compatibilité multijoueur avec Lock On en publiant l'addon Flaming Cliffs 2 un an plus tard. Cet ultime addon apporte de nouvelles corrections de bugs, une carte améliorée et recentrée sur la Géorgie, un nouveau moteur balistique, un nouveau moteur son, des modèles de vol identiques à ceux des avions pilotables et intelligence améliorée pour les IA, et l'apport limité du 6DOF pour les possesseurs du Track-Ir de NaturalPoint.
En parallèle, Ubisoft s'éloigne pour de bon de la simulation de vol hardcore en publiant HAWX en mars 2009. Ce jeu de combat figurant des jets modernes se rapproche bien plus de la série arcade Ace Combat que de Lock On.
En 2012, Eagle Dynamics clôt la carrière de Lock On en intégrant l'ensemble de ses appareils jouables dans sa suite DCS (Digital Combat Simulator) sous la forme d'un module logiquement baptisé DCS: Flaming Cliffs 3.

## Versions du jeu[10]
2003, décembre - Lock On: Modern Air Combat - 1.0
- 1.01 (patch correctif)
- 1.02 (patch correctif)

2005, avril  - Flaming Cliffs - 1.1
- 1.11 (patch correctif)
- 1.12 (patch correctif)
- 1.12a (patch correctif)
- 1.12b (patch correctif)

2010, avril  - Flaming Cliffs 2 - 1.2.0
- 1.2.1 (patch correctif)

2012, novembre - Flaming Cliffs 3

## La communautéLock On
La communauté de joueurs vit essentiellement au travers d'Internet, via des sites et forums généralistes ou communautaires. Des escadrilles (ou patrouilles) virtuelles se sont formées pour exploiter les aspects coopératif et multijoueur du simulateur. Des écoles en ligne ont même été créées par des joueurs passionnés pour enseigner les différentes étapes de la navigation et les techniques avancées de combat air-air et air-sol aux joueurs.
Bien que l'architecture de Lock On soit considérée comme relativement fermée (au contraire de Flight Simulator, par exemple) et que l'éditeur ne fournisse pas de SDK, la communauté a permis la création d'un certain nombre de mods améliorant ou modifiant tel ou tel aspect du simulateur, mais aussi de logiciels dédiés apportant de nouvelles fonctionnalités. La très grande majorité de ces mods et logiciels sont téléchargeables et utilisables gratuitement.

### Logiciels associés àLock On
- ModMan[12] - Grâce à cet utilitaire, la gestion des addons est facilitée. Il permet également de configurer le simulateur.
- LOTATC[13] - Logiciel de contrôle du trafic aérien, permettant le contrôle CA (Circulation Aérienne) et DA (Défense Aérienne, contrôle de combat).
- LOCFG[14] - Logiciel de gestion/configuration du simulateur (pour LOFC 1.1x uniquement).
- Tacview[15] - ACMI pour Lock On.